# Dein Lieblings Album
Dein Lieblings Album ist das erste und bisher einzige Musikalbum der Hip-Hop-Gruppe Deine Lieblings Rapper der beiden Berliner Sido und Harris. Es erschien am 7. Oktober 2005 und erreichte Platz 2 der deutschen Albumcharts.

## Entstehung
Nachdem sich Sido und Harris über das Produzenten-Duo Beathoavenz kennengelernt hatten, traten sie 2004 auf Sidos Debütalbum Maske erstmals als Deine Lieblings Rapper auf einem Tonträger in Erscheinung. Anfang 2004 gingen die beiden Rapper gemeinsam auf Tournee. Diese nannten sie Sido und Harris komm' dir auf die Tour. Auf der Tour wurden die beiden Musiker von dem Rapper Reen begleitet. Durch die erfolgreiche Zusammenarbeit im Rahmen der Tour, beschlossen Sido und Harris ein gemeinsames Album aufzunehmen. In einem Interview äußerte sich Sido zur Entstehung der Zusammenarbeit:

„Glas hoch, Berlin, Berlin, der Splash!-Song Ey yo, das waren alles Songs, die sehr schnell entstanden sind und die den Leuten auch gefallen haben. Da wurde uns klar, dass wir mehr gemeinsam machen müssen. Wir haben uns eigentlich erst kennengelernt, kurz bevor mein Album rausgekommen ist, über die Beathoavenz damals. Aber wenn man uns jetzt zusammen sieht, ist sofort klar, dass wir irgendwann zusammenfinden mussten. Wir waren gerade auch probehalber auf Club-Tour und haben dabei immer wieder gemerkt, dass wir beide sehr oft auf die gleichen Gedanken kommen, ohne davor drüber geredet zu haben.“

Zur Entstehungszeit von Dein Lieblings Album war Bintia, die Frau von Harris, auf Tournee. Dies führte dazu, dass die beiden Rapper nur vormittags an dem Tonträger arbeiten konnten, da sich Harris um die gemeinsame Tochter kümmern musste.

## Produktion
An Dein Lieblings Album waren diverse deutsche Hip-Hop-Musiker beteiligt. Das Produzenten-Duo Beathoavenz steuerte die meisten Beats zu dem Tonträger bei. Sie produzierten die Musikstücke Es Geht Ab Yo, Mein Schatz, Drecksau, Kling Wie Du und Peter Frade. Dan produzierte das Intro des Albums. Das Lied Der Shit wurde von DJ Pete und das Stück Die Sekte und SRK von Fuego produziert. Paul NZA steuerte die Beats zu der Single Steh wieder auf und dem Lied Und du?! bei. Wir Bewahren Die Haltung wurde von Bock Auf'n Beat produziert. Bugati produzierte die Musikstücke Deine Lieblings Rapper, Mit Stil, Sommer In Meinem Block und 16 Sachen. Des Weiteren stammt der Beat zu Gib Mir Die Flasche von DJ Derezon und die musikalische Untermalung von Sing Für Uns, Die Da und Kein Hunger Mehr von Don Tone.
Bei der Auswahl der Beats legten die Rapper primär wert darauf, dass sich die fertigen Lieder auf Konzerten spielen lassen und die Besucher zum Feiern animiert werden.

## Illustration
Im Mittelpunkt des Covers sind Sido und Harris in einer Ganzkörperaufnahme zu sehen. Sido trägt, neben seiner Maske, gelbe Kleidung. Harris, der leicht versetzt hinter Sido steht, ist komplett in schwarz gekleidet. Er trägt außerdem eine schwarze Mütze und ein Sonnenbrille, sodass von beiden Künstlern die Augen nicht zu erkennen sind. Im unteren Drittel sind, wie auf allen Aggro-Veröffentlichungen, das Aggro-Logo und der Verbraucherhinweis. Der Hintergrund ist weiß, wobei einige „fließende“ Linien, die gelb sind und in schwarz übergehen und teilweise auch mit gelb bzw. schwarz besprenkelt sind die weiße Fläche durchbrechen.

## Titelliste

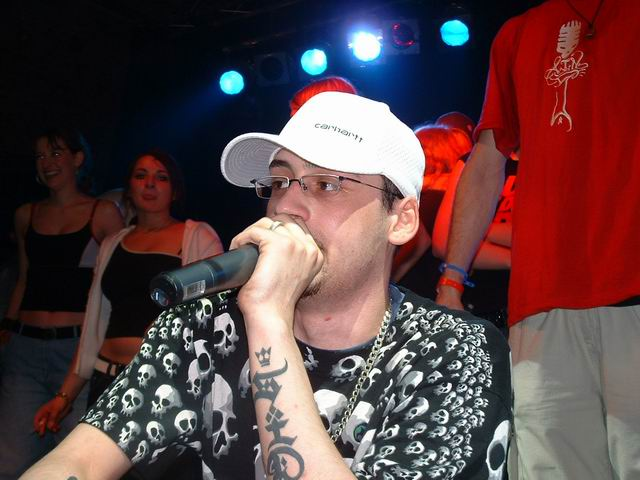
Rapper Sido

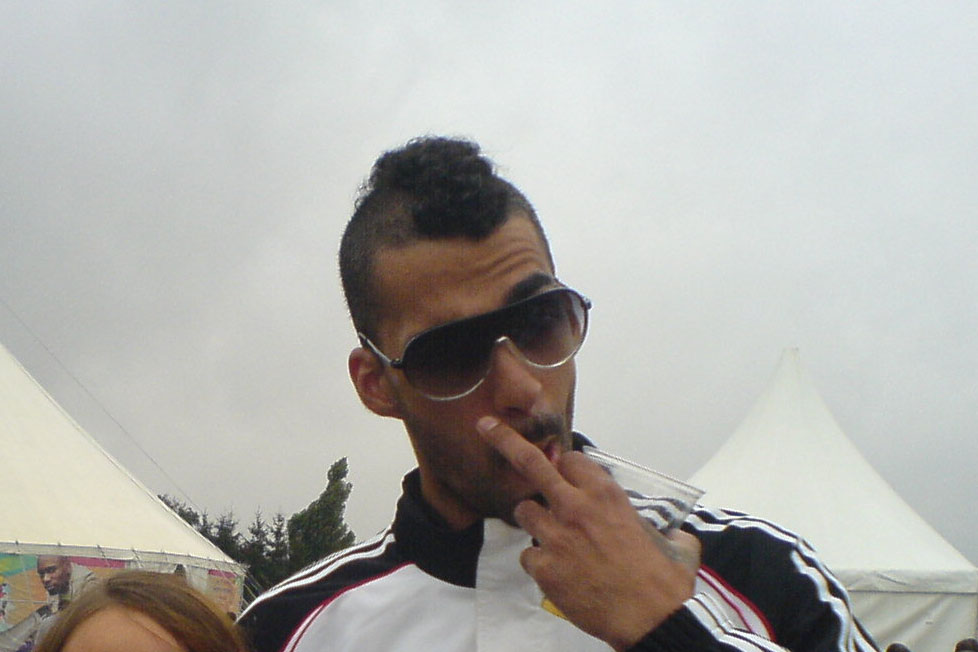
Rapper Harris

| #   | Titel                                                                         | Produzent         | Länge |
| --- | ----------------------------------------------------------------------------- | ----------------- | ----- |
| 1.  | Intro                                                                         | Dan               | 0:09  |
| 2.  | Deine Lieblingsrapper                                                         | Bugati            | 3:44  |
| 3.  | Mit Stil                                                                      | Bugati            | 3:25  |
| 4.  | Und du!?                                                                      | Paul NZA          | 3:08  |
| 5.  | Es geht ab yo (feat. Bintia)                                                  | Beathoavenz       | 4:04  |
| 6.  | Gib mir die Flasche (feat. Alpa Gun & MJ)                                     | DJ Derezon        | 4:36  |
| 7.  | Sing für uns                                                                  | Don Tone          | 4:01  |
| 8.  | Die da                                                                        | Don Tone          | 3:44  |
| 9.  | Mein Schatz                                                                   | Beathoavenz       | 3:51  |
| 10. | Sommer in meinem Block (feat. Bintia)                                         | Bugati            | 3:40  |
| 11. | Drecksau (feat. J-Luv)                                                        | Beathoavenz       | 3:52  |
| 12. | Kling wie du (feat. Nino Garris)                                              | Beathoavenz       | 3:09  |
| 13. | Der Shit                                                                      | DJ Pete           | 3:11  |
| 14. | Die Sekte und SRK (feat. B-Tight, Alpa Gun, MOK, MJ, Tony Tone, Cisse & Said) | Fuego             | 5:27  |
| 15. | Peter Frade (feat. J-Luv)                                                     | Beathoavenz       | 4:48  |
| 16. | 16 Sachen                                                                     | Bugati            | 4:25  |
| 17. | Kein Hunger mehr                                                              | Don Tone          | 3:39  |
| 18. | Wir bewahren die Haltung                                                      | Bock auf’n Beat   | 4:31  |
| 19. | Steh wieder auf                                                               | Paul NZA & Kilian | 3:50  |
| 20. | Fertig                                                                        | Dan               | 0:40  |

## Gastbeiträge

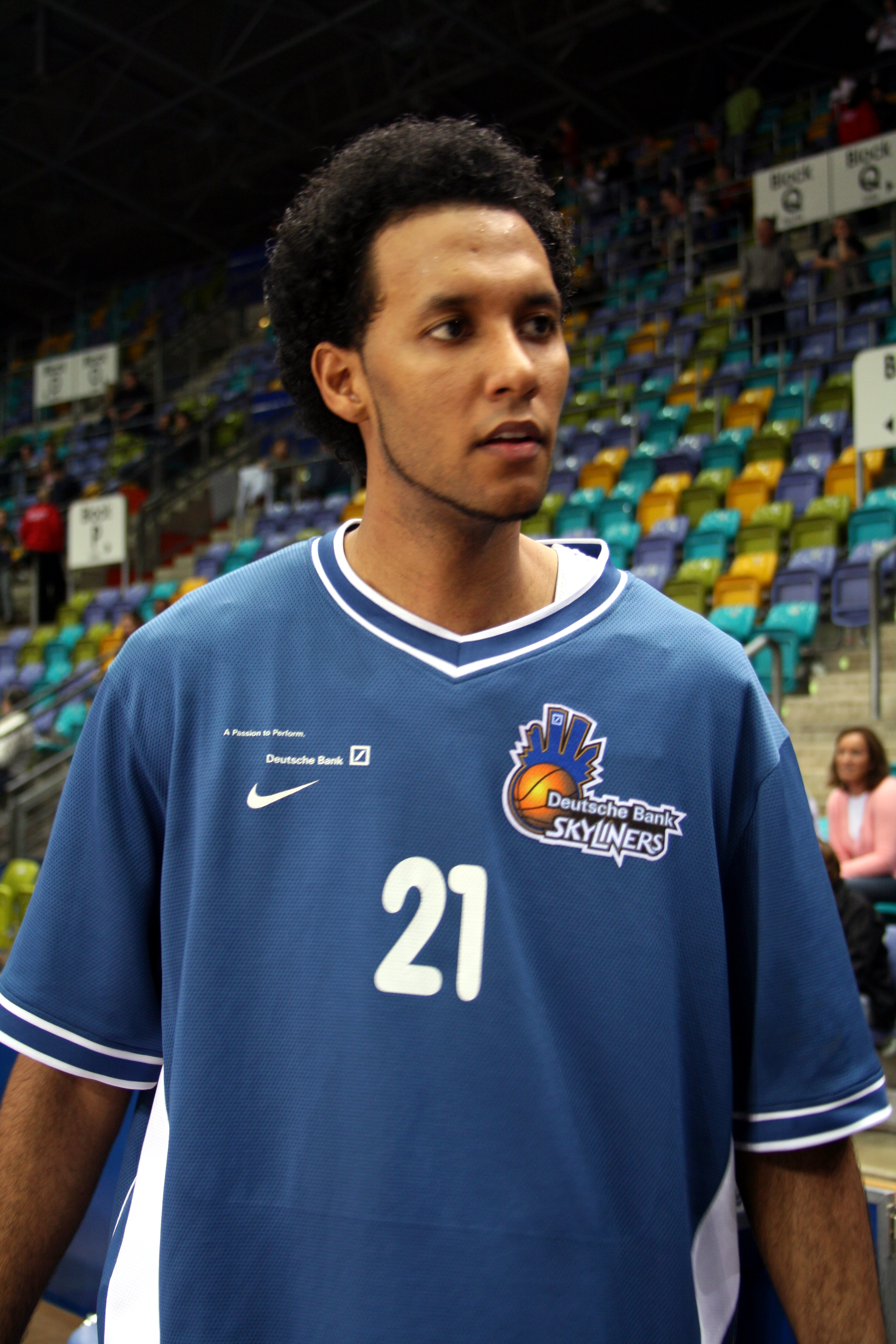
Nino Garris

Dein Lieblings Album enthält zahlreiche Gastbeiträge von Hip-Hop-Musikern. Diese sind zu einem Großteil aus dem direkten Umfeld von Sido und Harris. So ist der bei Aggro Berlin unter Vertrag stehende B-Tight sowie Tony D, welcher wenige Wochen nach Veröffentlichung des Albums ebenfalls einen Künstlervertrag bei Aggro Berlin erhielt, vertreten. Der bei Sektenmuzik unter Vertrag stehende Rapper Alpa Gun ist an zwei Liedern beteiligt. Weitere Beteiligungen sind auf dem Lied Die Sekte und SRK zu verzeichnen. Auf diesem sind neben B-Tight und Alpa Gun, auch die SRK-Mitglieder Cisse, MJ, Tony Tone und Said, sowie der Rapper MOK vertreten. Es geht ab yo und Sommer in meinem Block beinhaltet jeweils einen Gastbeitrag von Harris Ehefrau Bintia. Auch J-Luv ist mit Peter Frade und Dreckssau zweimal auf Dein Lieblings Album zu hören. Des Weiteren entstand das Stück Kling wie du unter der Beteiligung des ehemaligen Alba-Berlin-Basketballspielers Nino Garris.
Sido und Harris wollten ursprünglich noch mit weiteren Musikern für das Album zusammenarbeiten. So plante Sido ein Lied mit dem aus Heidelberg stammenden Rapper Torch aufzunehmen. Dieses kam jedoch nicht zustande. In einem Interview äußerte sich Sido zu dem Grund, weshalb er mit dem Mitglied von Advanced Chemistry zusammenarbeiten wollte:

„Ich habe Blauer Samt gerne gehört. […] Der hat nichts erzählt, das er sich nicht leisten kann, und ich fand seine Themen interessant. Ich hätte das gerne gemacht, auch um den Leuten und Torch selbst zu zeigen, dass ich nichts gegen die OldSchool habe, was mir ja gerne unterstellt wird.“

Des Weiteren war ein Lied mit Dean Dawson geplant. Dieser bildet zusammen mit Harris die Berliner Gruppe Spezializtz. Zu einer Zusammenarbeit der drei Rapper kam es schließlich im Jahr 2007. In diesem erschien die Single Kettenreaktion, welche dem Album G.B.Z. Oholika III der Spezializtz entnommen wurde.

„Siggi wollte Dean unbedingt auch auf dem Lieblingsrapper-Album haben, und ich habe schwer gediggt. Aber leider ist es nicht dazu gekommen, da Dean ihn nicht kannte und die beiden auch eine Vorgeschichte haben. Dickschädel eben.“

## Singleauskopplungen
Steh wieder auf erschien am 23. September 2005 als einziges Lied des Albums als Single. Neben der Original-, der Instrumental- und drei Remix-Versionen des Stücks, enthält die Single die Bonus-Lieder Hummer und Kaviar und Wir bewahren die Haltung. Das Video zu Steh wieder auf wurde von Daniel Harder und Aggro-Berlin-Gründer Specter gedreht. Der Clip sorgte für Kritik, da in diesem zu sehen ist wie Rapper Sido zur Hinrichtung auf dem elektrischen Stuhl geführt und gekreuzigt wird.

## Tour
Um das Album zu vermarkten, gingen Sido und Harris im Herbst 2005 auf Tour. Diese wurde mit dem Namen Deine Lieblingstour tituliert und umfasste 27 Termine. Die beiden Rapper wurden dabei von dem Hip-Hop-Musiker DJ Stylewarz begleitet.

## Rezeption

### Rezensionen
Das Album wurde unterschiedlich von den Kritikern aufgenommen. In der November-Ausgabe des Hip-Hop-Magazins Juice im Jahr 2005 wurde Dein Lieblings Album zum Album des Monats gekürt. Dabei vergab die Redaktion der Zeitschrift dem Tonträger fünf von möglichen sechs „Kronen“.

„Hier der leicht quengelnde Junge aus dem Block, dort der Barry Manilow des deutschen Rap, der mit tiefem Bariton Sentenzen absoluter Coolness hinrotzt, welche in den aufgedrehten und selbstgefälligen Punches von Sido ihre perfekte Ergänzung finden. […] So durchgängig auf theoretischen Tanzbodeneinsatz getrimmt war […] noch kaum ein deutsches Rapalbum. So selbstironisch übrigens ebenso wenig: Wer davon spricht, dass er eine Latte kriegt, wenn er von sich selbst redet, und gleichzeitig auf einem goldenen Esel durchs Publikum reiten will, der ist im spaßigen Umgang mit Egogehabe mit Sicherheit versiert. Und sonst? Steh wieder auf als eine der wenigen inhaltsreicheren Nummern, eine grandiose Die da!?-Wiederbelebung, eine wunderbare Sommerhymne für kalte Wintermonate, synkopierte Beats, säuselnde Backgrounds, Alkohol in rauen Mengen, der ganze Scheiß eben.“

Im Gegensatz zur Juice, bewertet die E-Zine Laut.de das Album mit nur zwei von möglichen fünf Bewertungspunkten. So kritisiert der zuständige Redakteur Alexander Engelen unter anderem die Stücke Mein Schatz und Peter Frade, die, aus der Sicht Engelens, nicht in das Konzept des Tonträgers passen.

„In bester Aggro Berlin-Manier präsentieren sich also auch Deine Lieblings Rapper: Sie sind laut, wüst, nehmen Drogen und haben dabei nicht viel mehr als Party hinter der Maske bzw. unterm Afro. Als Konzept für ein Album ist das durchaus akzeptabel – Provokation und Entertainment auf Stufe zwei sozusagen. Mehr aber auch nicht. […] Die Dosis macht das Gift. Und wenn die Idee stimmt, dann sieht man gerne über fehlende Inhalte hinweg. Wenn Sido nämlich wie Harris rappt und Harris einen auf Sido macht, sind die beiden erstmals an dem Punkt angelangt, an dem sie über sich selber lachen können (Kling Wie Du). Das ist dank heruntergeschraubtem Beathoavenz-Instrumental, neben der herrlich ehrlichen Beschreibung der Hip Hop-Bewegung ‚Wir Bewahren Haltung‘, mein persönlicher Lieblings Track.“

### Chartplatzierungen
Dein Lieblings Album stieg in der 43. Kalenderwoche des Jahres 2005 auf Platz 2 der deutschen Albumcharts ein. In den folgenden Wochen belegte der Tonträger die Positionen 10; 15; 22; 44 und 63. Nach sieben Verkaufswochen erreichte das Album mit Platz 86 die letzte Platzierung in den deutschen Albumcharts. Damit konnte Dein Lieblings Album die für Aggro Berlin bisher zweithöchste Platzierung hinter dem Album Ich und meine Maske von Sido in den deutschen Charts belegen.
| ChartsChartplatzierungen | Höchstplatzierung | Wochen |
| ------------------------ | ----------------- | ------ |
| Deutschland (GfK)        | 2 (7 Wo.)         | 7      |
| Österreich (Ö3)          | 10 (6 Wo.)        | 6      |
| Schweiz (IFPI)           | 48 (3 Wo.)        | 3      |